# Cerina Vincent
Cerina Vincent (Las Vegas, 7 februari 1979) is een Amerikaans film- en televisieactrice van Italiaanse afkomst. Ze speelde onder meer in de horrorfilms Fear Runs Silent, Intermedio, Return to House on Haunted Hill, Cabin Fever en It Waits. Daarnaast verscheen ze in verschillende films en series over de Power Rangers als Maya, de gele Galaxy Ranger.
Vincent debuteerde op het witte doek in 2001, in de persiflage Not Another Teen Movie. Ze had toen al het een en ander aan acteerwerk op haar cv staan, maar dit verscheen allemaal ofwel op televisie of rechtstreeks op dvd. Daartoe behoorden gastrolletjes in onder meer Malcolm in the Middle en Felicity. Ook na haar officiële filmdebuut bouwde Vincent hiermee door aan haar lijst van rollen. Zo verscheen ze in 2005 eenmalig in CSI: Crime Scene Investigation, in 2006 in Bones en in 2008 in Two and a Half Men. Wat betreft films kreeg ze op hetzelfde moment voornamelijk rollen in horrorproducties.
Vincent bracht in 2007 samen met auteur Jodi Lipper het boek How to Eat Like a Hot Chick: Eat What You Love, Love How You Feel' uit, bedoeld als adviesboek over eetgewoontes met een humoristische insteek. Daarna brachten Vincent en Lipper samen ook de boeken How to Love Like a Hot Chick (2009) en Live Like a Hot Chick (2010) uit. Ze schreven van 2007 tot en met 2016 met zijn tweeën een column in The Huffington Post.

## Filmografie
*Exclusief televisiefilms
| - My Daughter's Psycho Friend (2020) - The Work Wife (2018) - Broken Memories (2017) - Freaks of Nature (2015) - Tales of Halloween (2015) - Tag (2015) - Chasing Happiness (2012) - MoniKa (2012) - Complacent (2012) - Toxic (2008) - Fashion Victim (2008) - Return to House on Haunted Hill (2007) - Everybody Wants to Be Italian (2007) - Pennies (2006) | - Sasquatch Mountain (2006) - The Surfer King (2006) - Seven Mummies (2006) - It Waits (2005) - Conversations with Other Women (2005) - Intermedio (2005) - Murder-Set-Pieces (2004) - Final Sale (2004) - Cabin Fever (2002) - Darkened Room (2002) - Not Another Teen Movie (2001) - Power Rangers in 3D: Triple Force (2000) - Fear Runs Silent (1999) - Power Rangers Lost Galaxy: Return of the Magna Defender (1999) |

## Televisieseries
*Exclusief eenmalige (gast)rollen
- Stuck in the Middle - Suzy Diaz (2016-2018, 57 afleveringen)
- The Reflex Experience - Carmen (2017, acht afleveringen)
- Workaholics - Laura (2014, twee afleveringen)
- Power Rangers Lightspeed Rescue - Maya / gele Galaxy Ranger (2000, twee afleveringen)
- Undressed - Kitty (2000, drie afleveringen)
- Power Rangers Lost Galaxy - Maya / gele Galaxy Ranger (1999, 45 afleveringen)

- Biblioteca Nacional de España: XX1792003
- Bibliothèque nationale de France: cb15660934x (data)
- Gemeinsame Normdatei: 138718970
- International Standard Name Identifier: 0000 0000 6302 0747
- Library of Congress Control Number: n2007075656
- Nationale Bibliotheek van Polen: a0000002293969
- Virtual International Authority File: 39705054
- WorldCat: E39PBJgd7wrjMK8XjD6GP4cQMP